# Mario Palomba
Mario Palomba (Cagliari, 18 novembre 1897 – Cagliari, 1969) è stato un politico e avvocato italiano, esponente della Democrazia Cristiana, per la quale fu sindaco di Cagliari.
È stato primo cittadino del capoluogo sardo dal 5 luglio 1956 al 17 maggio 1960.